# Viés midiático
Viés midiático ou viés mediático é a percepção de que os jornalistas e editores das mídias de massa utilizam-se de diversos vieses na seleção e cobertura de acontecimentos. A utilização do termo se refere à percepção de um viés generalizado e difundido por toda a mídia que infringe a ética jornalística. O grau de viés midiático varia em cada país. Há diversos grupos que monitoram e denunciam o viés midiático em todo o planeta.
As limitações práticas à neutralidade da mídia incluem a inabilidade dos jornalistas de cobrirem todos os acontecimentos e fatos e de ligarem os diversos fatos em uma única narrativa coerente. Em regimes autoritários, como o da Coreia do Norte e o da Birmânia, o governo dita o viés da mídia. Em democracias representativas, aspectos econômicos, como a propriedade dos meios, a concentração da mídia, a seleção dos repórteres, as preferências da audiência e a pressão dos anunciantes, além das preferências políticas dos proprietários dos veículos de comunicação,  também influenciam o viés midiático.
Há dois modos de ver o viés ideológico de um veículo de mídia. Modos os quais são denominados de a economia e a ideologia das notícias. Na economia das notícias, a notícia é uma mercadoria moldada pelas forças das leis da oferta e procura. Dessa forma, a ideologia das notícias se molda pelo interesse dos consumidores e não pela ideologia dos proprietários. Na ideologia das notícias, acontece o inverso, o viés é ditado pelos interesses dos proprietários dos veículos de comunicação, ou seja, os veículos de comunicação sacrificam seus lucros por ideologia.